# Brändö (Hammarland, Åland)
Brändö är en halvö i Åland (Finland). Den ligger i den västra delen av landskapet, 25 km nordväst om huvudstaden Mariehamn. Brändö ligger på ön Fasta Åland. Den ligger vid sjön Lillfjärden.